# Hochfrottspitze
Il Hochfrottspitze è un monte appartenente alle Alpi dell'Algovia nei pressi di Oberstdorf e con la sua altitudine di 2649 metri è il monte più alto delle Alpi dell'Algovia in territorio tedesco. La cresta è percorsa dal confine tra Germania ed Austria.

## Caratteristiche
Il Hochfrottspitze forma insieme alle vette adiacenti Trettachspitze e Mädelegabel la famosa triade del crinale principale delle Alpi dell'Algovia. A sud e a est, circa 100-150 metri sotto la cima, passa il frequentato sentiero Heilbronner Weg. Tuttavia la cima è scalata solo raramente, poiché il tragitto è impegnativo: lasciato il Heilbronner Weg si sale da sud su una traccia di sentiero attraverso un terreno di pietrisco e massi fino allo stacco verticale della cima. Vi sono anche delle vie alternative: dal rifugio Waltenberger-Haus oppure con una camminata in cresta dal Mädelegabel. Il valico tra queste due cime si può anche scalare direttamente dal ghiacciaio Schwarzmilzferner.

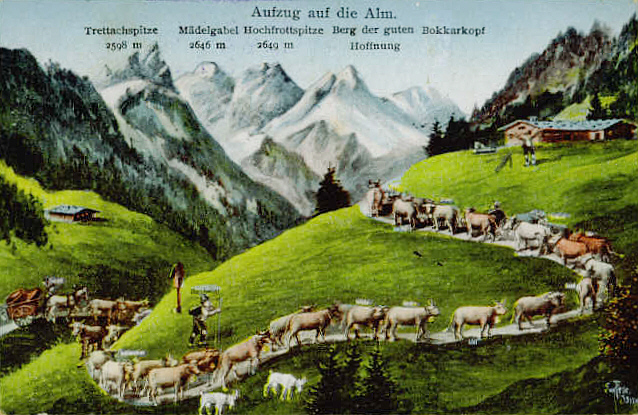
Cartolina del 1929 con il Hochfrottspitze nel mezzo